# スタンリー・ワインスタイン
スタンリー・ワインスタイン（英語: Stanley Weinstein、1929年 11月13日- 2017年9月17日）は、アメリカ合衆国の仏教学者。イェール大学名誉教授。日本・中国仏教を研究。

## 来歴
朝鮮戦争に従軍後、駒澤大学に入学。1958年駒澤大学仏教学部禅学科卒業。東京大学大学院修士課程修了。1966年ハーバード大学大学院で博士号取得。駒澤大学とロンドン大学東洋アフリカ研究学院（SOAS）で教鞭をとる。ロンドン大学の東洋アフリカ研究学院では講師を6年間つとめた。1968年イェール大学仏教学教授に就任。のち名誉教授。
駒澤大学では澤木興道老師の下で座禅修行を学ぶ。保坂玉泉教授のもと卒業論文は「種子思想の発達に就いての一考察～(*喩)伽行派四大経論を中心として～」と題す。
ハーバード大学では永冨正俊に学ぶ。
「観心覚夢(*抄)」の研究で博士号（Ph.D）取得。
イェール大学では、東アジア研究修士課程の卒業研究のディレクターとして4年間、宗教学部の卒業研究のディレクターとして1年間、東アジア研究評議会の議長を3年間務めた。 
その研究は欧米に東アジア仏教研究の重要性を認知せしめるものだった。その功績を讃え、イェール大学では東アジア仏教をテーマにした博士論文に贈られる「The Stanley Weinstein Dissertation Prize」を設置している。
著書に『唐代の仏教』(Buddhism under the T'ang）など。その他、辞典にも数多くの記事を執筆。

## 著書
- 「国立国会図書館サーチ」を参照

### 論文
- CiNii>Stanley Weinstein

## 門下生
- マクレー・ジョンR（McRae.John R.1947‐2011）インディアナ大学教授[5]
- ポール・グローナー（Paul Groner）バージニア大学教授[6]
- ウィリアム・ボディフォード（William M.Bodiford）カリフォルニア大学ロサンゼルス校教授
- 山部能宜（Yamabe Nobuyoshi) 早稲田大学教授